# Дреник
Дреник (словен. Drenik) — поселення в общині Шкофліца, Осреднєсловенський регіон, Словенія. 
Висота над рівнем моря: 364,5 м.